# Бертран Таверньє
Бертра́н Таверньє́ (фр. Bertrand Tavernier; 25 квітня 1941, Ліон, Франція — 25 березня 2021) — французький кінорежисер, сценарист, продюсер і актор.

## Біографія
Бертран Таверньє народився 25 квітня 1941 року у Ліоні у сім'ї письменника й есеїста Рене Таверньє. Вивчав юриспруденцію, займався кінокритикою. Закінчив Ліцей Генріха IV та навчався в Інституті кінематографічних досліджень кінематографа (IDHEC, зараз La femis) разом з Фолькером Шльондорфом. Працював асистентом режисера у Жана-П'єра Мельвіля і пресс-агентом; писав сценарії, знімав короткометражні стрічки (новела «Поцілунок Юди», 1963, у фільмі «Поцілунки» (1965) і новела «Гра випадку» у фільмі «Удача і любов» (1964).
У 1973 році зняв свій перший повнометражний фільм за романом Ж. Сіменона «Годинникар із Сен-Поля», за що отримав премію Луї Деллюка.
У 1975 році поставив історичний фільм «Нехай розпочнеться свято», який став першою роботою режисера, яка була номінована на Премію Сезар та здобла перемогу одразу в двох категоріях — за найкращу режисерську роботу та найкращий оригінальний сценарій.
Найбільшим успіхом Таверньє вважається фільм про джаз «Близько півночі» («Опівнічний джаз») 1986 року з Декстером Гордоном в головній ролі на музику Гербі Генкока. Стрічка отримала низку кінопремій та номінацій, серед яких премія за найкращий фільм Венеційського кінофестивалю.
У 1995 році кримінальна драма Бертрана Таверньє «Приманка» отримала «Золотого ведмедя» 45-го Берлінського кінофестивалю.

## Особисте життя
З 1965 по 1980 роки був одружений з Брітін Коло О'Хаген. Має доньку Тіффані та сина  Нільса (нар. 1 вересня 1965), що також став режисером і актором.

## Вибрана фільмографія
Режисер
- 1964 — Шанс і кохання / La Chance et l'Amour
- 1974 — Годинникар із Сен-Поля / L'horloger de Saint-Paul
- 1975 — Нехай розпочнеться свято / Que la fête commence
- 1976 — Суддя і вбивця / Le Juge et l'assassin
- 1977 — Зіпсовані діти / Des enfants gates
- 1980 — Прямий репортаж про смерть / La mort en direct
- 1980 — Тиждень відпустки / Une semaine de vacances
- 1981 — Бездоганна репутація / Coup de torchon
- 1982 — Міссісіпі блюз / Mississippi Blues
- 1984 — Неділя за містом / Un dimanche á la campagne
- 1986 — Близько півночі (Опівнічний джаз) / Autour de minuit
- 1987 — Пристрасті за Беатріс / La Passion Béatrice
- 1989 — Життя і нічого більшого / La Vie et rien d'autre
- 1990 — Ностальгія по татусеві / Daddy Nostalgie
- 1990 — Проти забуття / Contre l'oubli
- 1992 — Л-627 / L.627
- 1992 — Безіменна війна / La Guerre Sans Nom
- 1994 — Донька д'Артаньяна / La fille d'Artagnan
- 1995 — Приманка / L'Appât
- 1996 — Капітан Конан / Capitaine Conan
- 1999 — Це починається сьогодні / Ça commence aujourd'hui
- 2002 — Пропуск / Laissez-passer
- 2004 — Свята Лола / Holy Lola
- 2009 — В електричному тумані / In the Electric Mist
- 2010 — Принцеса де Монпансьє / La Princesse De Montpensier
- 2013 — Набережна Орсе / Quai d'Orsay

## Визнання
| Рік  | Нагорода                              | Категорія                                       | Фільм                    | Результат |
| ---- | ------------------------------------- | ----------------------------------------------- | ------------------------ | --------- |
| 1973 | Приз Луї Деллюка                      | Приз Луї Деллюка                                | Годинникар із Сен-Поля   | Перемога  |
| 1974 | Берлінський міжнародний кінофестиваль | Спеціальний Приз журі (Срібний ведмідь)         | Годинникар із Сен-Поля   | Перемога  |
| 1974 | Берлінський міжнародний кінофестиваль | Премія OCIC                                     | Годинникар із Сен-Поля   | Перемога  |
| 1974 | Берлінський міжнародний кінофестиваль | Золотий ведмідь                                 | Годинникар із Сен-Поля   | Номінація |
| 1976 | Премія «Сезар»                        | Найкраща режисерська робота                     | Нехай розпочнеться свято | Перемога  |
| 1976 | Премія «Сезар»                        | Найкращий оригінальний сценарій                 | Нехай розпочнеться свято | Перемога  |
| 1976 | Премія «Сезар»                        | Найкращий фільм                                 | Нехай розпочнеться свято | Номінація |
| 1976 | Синдикат французьких кінокритиків     | Приз за найкращий французький фільм             | Нехай розпочнеться свято | Перемога  |
| 1977 | Премія «Сезар»                        | Найкращий оригінальний сценарій                 | Суддя і вбивця           | Перемога  |
| 1977 | Премія «Сезар»                        | Найкращий фільм                                 | Суддя і вбивця           | Номінація |
| 1977 | Премія «Сезар»                        | Найкраща режисерська робота                     | Суддя і вбивця           | Номінація |
| 1982 | Синдикат французьких кінокритиків     | Приз за найкращий французький фільм             | Бездоганна репутація     | Перемога  |
| 1982 | Премія «Сезар»                        | Найкращий фільм                                 | Бездоганна репутація     | Номінація |
| 1982 | Премія «Сезар»                        | Найкраща режисерська робота                     | Бездоганна репутація     | Номінація |
| 1982 | Премія «Сезар»                        | Найкращий оригінальний сценарій                 | Бездоганна репутація     | Номінація |
| 1984 | Каннський кінофестиваль               | Найкраща режисерська робота                     | Неділя за містом         | Перемога  |
| 1984 | Каннський кінофестиваль               | Золота пальмова гілка                           | Неділя за містом         | Номінація |
| 1985 | Премія «Сезар»                        | Найкращий адаптований сценарій                  | Неділя за містом         | Номінація |
| 1985 | Премія «Сезар»                        | Найкращий фільм                                 | Неділя за містом         | Номінація |
| 1985 | Премія «Сезар»                        | Найкраща режисерська робота                     | Неділя за містом         | Номінація |
| 1986 | Венеційський кінофестиваль            | Найкращий фільм                                 | Близько півночі          | Перемога  |
| 1986 | Венеційський кінофестиваль            | Золотий лев                                     | Близько півночі          | Номінація |
| 1988 | Премія «Боділ»                        | Найкращий європейський фільм                    | Близько півночі          | Перемога  |
| 1989 | Європейський кіноприз                 | Найкращий європейський фільм                    | Життя і нічого більшого  | Перемога  |
| 1990 | Премія BAFTA                          | Найкращий неангломовний фільм                   | Життя і нічого більшого  | Номінація |
| 1990 | Давид ді Донателло                    | Найкращий іноземний фільм                       | Життя і нічого більшого  | Номінація |
| 1995 | Берлінський міжнародний кінофестиваль | Золотий ведмідь                                 | Приманка                 | Перемога  |
| 1997 | Премія «Сезар»                        | Найкращий фільм                                 | Капітан Конан            | Номінація |
| 1997 | Премія «Сезар»                        | Найкраща режисерська робота                     | Капітан Конан            | Перемога  |
| 1997 | Премія «Сезар»                        | Найкращий оригінальний або адаптований сценарій | Капітан Конан            | Номінація |
| 1997 | Синдикат французьких кінокритиків     | Приз за найкращий французький фільм             | Капітан Конан            | Перемога  |
| 1999 | Берлінський міжнародний кінофестиваль | Приз ФІПРЕССІ                                   | Це починається сьогодні  | Перемога  |
| 1999 | Берлінський міжнародний кінофестиваль | Приз екуменічного журі                          | Це починається сьогодні  | Перемога  |
| 1999 | Берлінський міжнародний кінофестиваль | Золотий ведмідь                                 | Це починається сьогодні  | Номінація |
| 2002 | Берлінський міжнародний кінофестиваль | Золотий ведмідь                                 | Пропуск                  | Номінація |
| 2009 | Берлінський міжнародний кінофестиваль | Золотий ведмідь                                 | В електричному тумані    | Номінація |
| 2010 | Каннський кінофестиваль               | Золота пальмова гілка                           | Принцеса де Монпансьє    | Номінація |
| 2011 | Премія «Сезар»                        | Найкращий адаптований сценарій                  | Принцеса де Монпансьє    | Номінація |
| 2014 | Премія «Сезар»                        | Найкращий адаптований сценарій                  | Набережна Орсе           | Номінація |
| 2014 | Премія «Люм'єр»                       | Найкращий режисер                               | Набережна Орсе           | Номінація |
| 2014 | Премія «Люм'єр»                       | Найкращий сценарій                              | Набережна Орсе           | Номінація |

## Громадська позиція
У 2018 підтримав звернення Асоціації режисерів Франції на захист ув'язненого у Росії українського режисера Олега Сенцова